# HK 95 Považská Bystrica
Le HK 95 Panthers Považská Bystrica est un club de hockey sur glace de Považská Bystrica en Slovaquie. Il évolue dans la 1.liga, le second échelon slovaque.

## Historique
Le club est créé en 1995.

## Palmarès
- Vainqueur de la 2.liga: 2001.